# Lie: The Love and Terror Cult
| Recensione     | Giudizio     |
| -------------- | ------------ |
| All About Jazz | (favorevole) |
| Mojo           | (favorevole) |
| AllMusic       | [ 3 ]        |

Lie: The Love and Terror Cult è il primo album in studio del criminale e cantautore statunitense Charles Manson, pubblicato il 6 marzo 1970.
Prodotto da Phil Kaufman, il disco venne pubblicato su vinile dall'etichetta discografica misconosciuta Awareness Records. Sebbene non fu un successo commerciale, l'album ricevette critiche sorprendentemente favorevoli e fu di ispirazione per artisti quali GG Allin, Guns N' Roses e Marilyn Manson, complice l'esposizione mediatica del "personaggio Manson".
La copertina dell'album è una parodia di quella del numero del 19 dicembre 1969 della rivista Life, che mostrava la faccia di Manson e il titolo "The Love and Terror Cult" ("Il culto dell'amore e del terrore"). Le due copertine sono identiche; tuttavia la lettera "F" in "LIFE" è stata cancellata e il sottotitolo "The dark edge of hippie life" rimosso. Infine, la data e il prezzo sono rimpiazzati dal logo della Awareness Records.

## Descrizione

### Origine
Nel 1968, Phil Kaufman, che aveva conosciuto Manson in prigione, si trasferì per breve tempo con lui e la sua "Family". Kaufman continuava a ripetere a Manson di mettere su nastro alcune delle proprie canzoni. Alla metà del 1968, Manson cercò di mettere in piedi un album con alcuni membri dei Beach Boys. Carl e Brian Wilson co-produssero circa dieci canzoni di Manson che egli incise nello studio di registrazione casalingo di Brian Wilson. Questi nastri rimasero ufficialmente inediti, anche se potrebbero coincidere con il materiale presente in Lie: The Love and Terror Cult.
Mentre Manson era in stato di fermo accusato degli omicidi Tate-LaBianca, egli disse a Kaufman:  «Per favore, fai uscire la mia musica». Secondo Kaufman, Manson gli telefonò di continuo dalla prigione, anche per cinque giorni alla settimana, poiché era molto "ansioso che la gente potesse ascoltare la sua musica".

### Registrazione
Secondo quanto scritto nelle note originali dell'album, Lie: The Love and Terror Cult fu registrato principalmente nei Gold Star Studios di Los Angeles l'8 agosto 1968, mentre la traccia Sick City, proviene da una seduta dell'11 settembre 1967 tenutasi in luogo sconosciuto. Sovraincisioni furono aggiunte il 9 agosto in uno studio non specificato di Van Nuys, Los Angeles. Due tracce del disco, Look at Your Game, Girl e Eyes of a Dreamer furono registrate nel giugno 1967 durante una sessione di prova alla Uni Records (una sussidiaria della MCA).

### Pubblicazione
Dopo che molte case discografiche avevano declinato l'offerta, Kaufman raccolse 3,000 dollari e stampò di tasca propria 2,000 copie dell'album intitolandolo Lie: The Love and Terror Cult e facendolo uscire sotto etichetta Awareness Records (A-2144 & B-22145). Sulla West Coast, Il disco venne distribuito dalla Trademark of Quality, casa discografica specializzata in bootleg che aveva da poco immesso illegalmente sul mercato l'album Great White Wonder, raccolta di brani inediti non autorizzati di Bob Dylan, considerato il primo disco pirata della storia. Consistendo di brani incisi tra il 1967 e il 1968, l'album di Manson contiene tredici canzoni, tra le quali Cease to Exist, un brano che i Beach Boys avevano poco tempo prima registrato a loro nome e modificato in Never Learn Not to Love per includerlo nel loro album 20/20 del '69.
Durante una intervista del 1991 concessa a Ron Reagan Jr., Charles Manson, a proposito del disco, dichiarò: «Quell'album in particolare venne ricavato da un vecchio registratore da 7 dollari, venne messo insieme per pura speculazione commerciale e il tizio ci guadagnò sopra 6000 o 7000 dollari. La mia musica non è su nastro».

## Tracce
- Tutti i brani sono opera di Charles Manson

Lato A
1. Look at Your Game, Girl - 2:03
2. Ego - 2:27
3. Mechanical Man - 3:18
4. People Say I'm No Good - 3:20
5. Home Is Where You're Happy - 1:29
6. Arkansas - 3:03
7. I'll Never Say Never to Always - 0:41

Lato B
1. Garbage Dump - 2:34
2. Don't Do Anything Illegal - 2:52
3. Sick City - 1:36
4. Cease to Exist - 2:12
5. Big Iron Door - 1:10
6. I Once Knew a Man - 2:33
7. Eyes of a Dreamer - 2:35

### 2006 ESP-Disk CD bonus tracks
1. Devil Man - 3:15
2. The More You Love -  1:41
3. Two Pairs of Shoes - 1:56
4. Maiden with Green Eyes (Remember Me) - 1:24
5. Swamp Girl - 1:58
6. Bet You Think I Care - 2:12
7. Look at Your Game, Girl (Alternate Version) - 1:45
8. Interview - 3:17
9. Who to Blame - 2:26
10. True Love You Will Find - 2:52
11. My World - 1:45
12. Invisible Tears - 1:33

## Formazione
- Charles Manson: Voce, chitarra acustica, percussioni
- Bobby Beausoleil: Chitarra elettrica
- Steve "Clem" Grogan: Basso
- Paul Watkins: Corno inglese
- Catherine Share: Violino, cori
- Dianne Lake: Registrazione
- Mary Brunner: Flauto, voce nella traccia 4
- Nancy Pitman: Voce nella traccia 6
- Sandra Good, Lynette Fromme, Nancy Pitman: Cori